# Chela

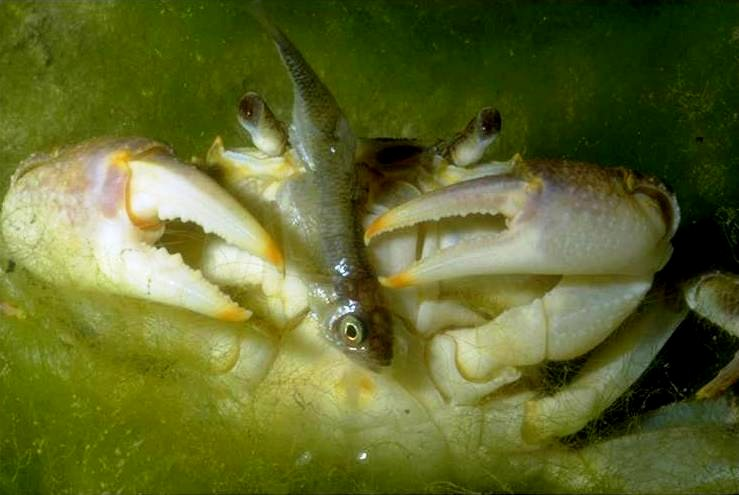
Primo piano delle chele di un granchio di fiume. Si noti la marcata eterochelìa.

La chela (dal greco chēlḗ = forbice) è l'appendice a forma di pinza o tenaglia, che si trova all'estremità degli arti di molti animali del phylum degli artropodi, principalmente crostacei e aracnidi.

## Utilizzo
In genere gli animali forniti di chele ne hanno due, poste nella parte finale degli arti toracici chiamati chelipedi; in molti casi possono essere molto robuste e versatili. Alcune specie hanno una chela, solitamente la destra, di dimensioni nettamente superiori rispetto alla controlaterale (eterochelìa). Questo è dovuto alla specializzazione dei due strumenti; ad esempio può venire utilizzata la più piccola per raccogliere il cibo, mentre quella più grande può venire utilizzata come arma di difesa. In alcuni casi vengono utilizzate anche come strumento di corteggiamento.